# Marcatori genetici

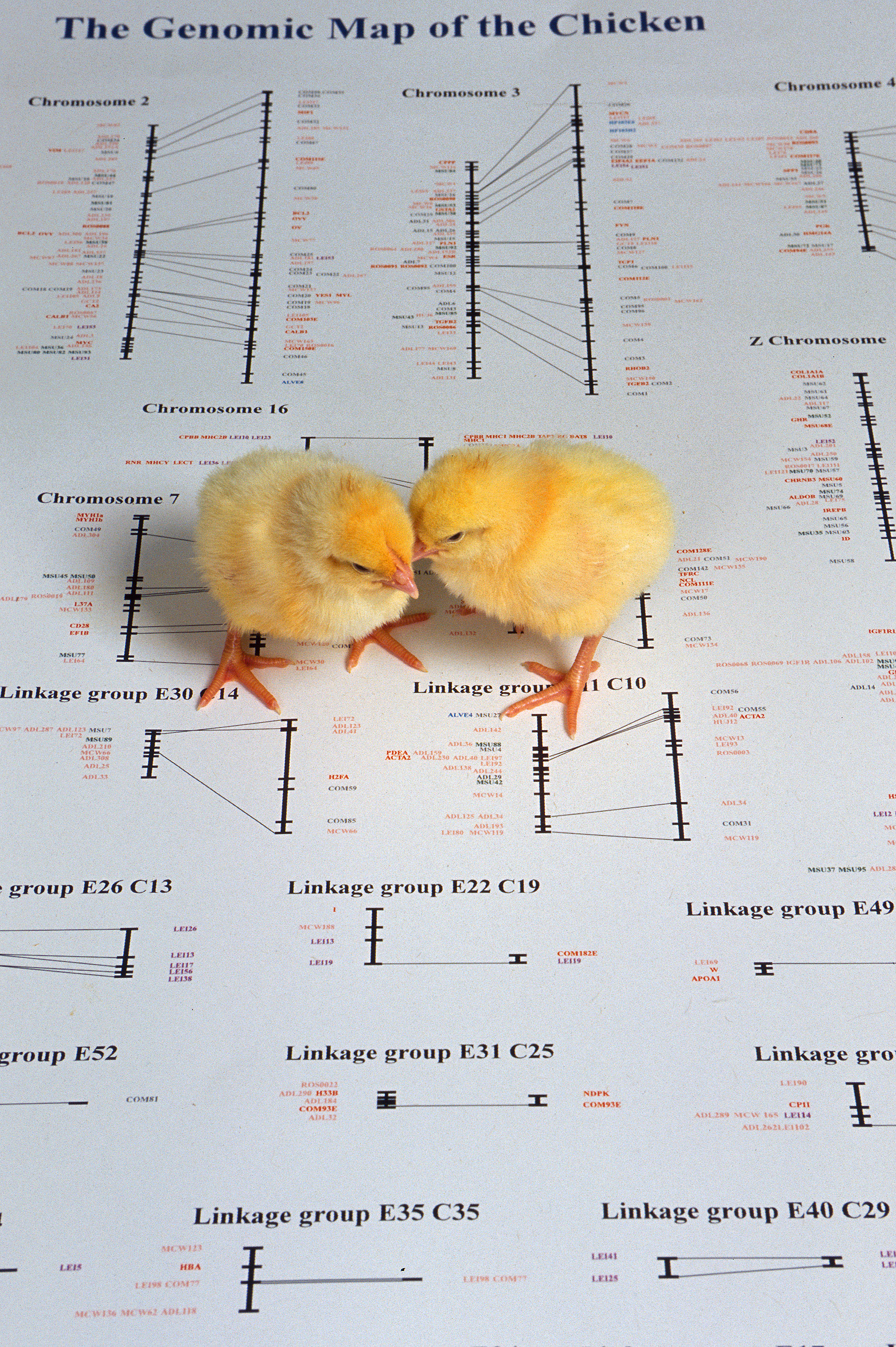
Due pulcini sulla figura di una mappa genetica di un pollo. Il genoma di un pollo possiede 39 paia di cromosomi, mentre quello umano ne contiene 23 coppie

Un marcatore genetico è una sequenza di DNA conosciuta che può essere identificata mediante un semplice saggio.
Un marcatore genetico può essere costituito da una breve sequenza di DNA, come la sequenza che circonda un polimorfismo a singolo nucleotide (single nucleotide polymorphism), o da una sequenza lunga, come i microsatelliti.
Per molti anni, la mappatura genetica fu limitata a molti organismi a marcatori genetici tradizionali che includono geni che codificano caratteristiche osservabili facilmente, come sangue o semi. L'insufficiente numero di questi tipi di caratteristiche, in molti organismi, ha limitato la mappatura possibile.

## Tipi

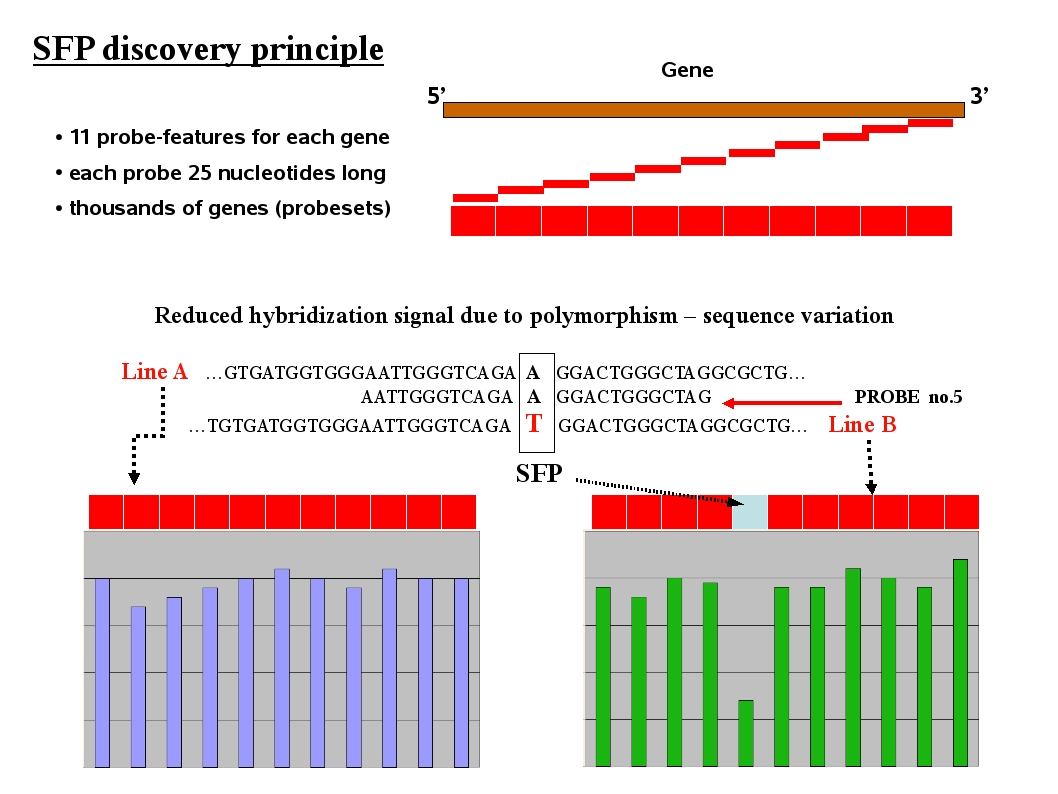
Principi della scoperta SFP

Alcuni tipi di marcatori genetici comunemente usati sono:
- RFLP (Restriction Fragment Length Polymorphism)
- VNTR (Variable Number of Tandem Repeat)
- SNP (Single Nucleotide Polymorphism)
- STR (Short Tandem Repeat)
- SSLP (Simple sequence length polymorphism)
- AFLP (Amplified fragment length polymorphism)
- RAPD (Random amplification of polymorphic DNA)
- Microsatelliti (polimorfismo), SSR (Simple sequence repeat)
- SFP (Single feature polymorphism)
- DArT (Diversity Arrays Technology)
- RAD (Restriction site associated DNA markers)
- I-SSR (Inter-Simple Sequence Repeat)
- STS (Sequence-Tagged Sites)

Possono essere categorizzati ulteriormente come dominanti o co-dominanti. I dominanti permettono l'analisi di più loci alla volta, come RAPD. Un primer amplifica un marcatore dominante permettendo a molti loci in un solo campione di DNA con una reazione PCR. Co-dominanti analizzano un locus alla volta. Un primer amplifica un marcatore co-dominante su un prodotto bersaglio. Marcatori dominanti, come RAPD e marcatori ad alta efficienza (AFLP, SMPL), permettono l'analisi di più loci per esperimento senza sapere informazioni preventive sulla loro sequenza. Marcatori Co-dominanti (RFLP, microsatelliti, etc.) permettono l'analisi di un solo locus per esperimento, così essi sono più ricchi di informazioni perché le variazioni alleliche del locus possono essere distinte. Di conseguenza, si può identificare gruppi di collegamento tra mappe genetiche differenti ma, per lo sviluppo è necessario sapere la sequenza (molto costosa e punto debole della tecnica).

## Usi
I marcatori genetici possono essere usati per studiare la relazione tra una malattia ereditaria e la sua causa genetica (per esempio, una particolare mutazione di un gene che genera una proteina difettosa). Si sa che parti di DNA che giacciono vicine su un cromosoma tendono a essere ereditate insieme. Questa proprietà favorisce l'uso dei marcatori, che possono poi essere usati per determinare il modo preciso con cui il gene non ancora esattamente localizzato viene ereditato.
I marcatori genetici devono essere facilmente identificabili, associati a uno specifico locus e altamente polimorfici. L'identificazione dei marker avviene direttamente attraverso il sequenziamento del DNA o indirettamente mediante l'uso di allozimi.